# 杜尼涅
48°51′48″N 36°39′21″E / 48.86333°N 36.65583°E
杜尼內（烏克蘭語：Дунине）是位於烏克蘭東部的村莊，由哈爾科夫州洛佐瓦區的布利茲紐基市鎮負責管轄。該村始建於1893年，面積0.46平方公里，海拔高度176米，2001年人口216，人口密度每平方公里469.6人。